# Gmina Kladsko
Gmina Kladsko (polsky Gmina Kłodzko) je vesnická gmina ve stejnojmenném okrese v Dolnoslezském vojvodství v jihozápadním Polsku. Sídlem gminy je město Kladsko, které však není její součástí. V roce 2021 zde žilo 16 861 obyvatel, rozlohu má 252,25 km² a zabírá 15,4 % rozlohy okresu. Skládá se z 35 starostenství.

## Starostenství
Bierkowice, Boguszyn, Droszków, Gołogłowy, Gorzuchów, Jaszkowa Dolna, Jaszkowa Górna, Jaszkówka, Kamieniec, Korytów, Krosnowice, Ławica, Łączna, Marcinów, Mikowice, Młynów, Morzyszów, Ołdrzychowice Kłodzkie, Piszkowice, Podtynie, Podzamek, Rogówek, Romanowo, Roszyce, Ruszowice, Starków, Stary Wielisław, Szalejów Dolny, Szalejów Górny, Ścinawica, Święcko, Wilcza, Wojbórz, Wojciechowice, Żelazno.